# Революция сверху
Pеволюция сверху — социально-политический феномен. По одним данным, термин введён испанским автором Хоакином Коста, по другим — Марксом и Энгельсом.

## В марксизме
Понятие «революции сверху» подвергалось разработке в марксистско-ленинской историографии.
По мнению одних советских исследователей, революцию сверху надо отнести к наиболее радикальному типу реформ, другие полагают, что она находится на грани двух общесоциологических понятий: революции и реформы.
В связи с процессами буржуазно-демократического преобразования в странах Центральной и Восточной Европы после поражения революций 1848—1849 гг., Маркс и Энгельс полагали, что объективные задачи этих революций, нерешенные ввиду слабости революционных классов, были в последующие два-три десятилетия решены победителями — правящими кругами ряда стран путём проведения крупных политических и социальных реформ. Ф. Энгельс, в частности, указывал, что вслед за периодом революций снизу последовал период революций сверху.
Классическим примером революции сверху в марксизме считаются реформы О. Бисмарка, осуществленные в 60-начале 70-х гг. XIX в. и позволившие решить задачи национального объединения Германии и общественного переворота. С марксистской точки зрения, объективно возможными в середине XIX века и в последующие два десятилетия были два пути национального объединения Германии: первый — революционный, созидающий великогерманскую демократическую республику, и второй — объединение её под эгидой «реакционных» монархий Пруссии или Австрии. К. Маркс и Ф. Энгельс поддерживали лидеров германской социал-демократии А. Бебеля и В. Либкнехта на революционном пути, однако в итоге возобладал реформистский подход Бисмарка — с точки зрения основоположников марксизма, причиной этого стала слабость немецкого пролетариата. Бисмарк использовал при этом радикальные, по сути революционные, средства для реформистского в целом решения этих задач. Энгельс назвал его «королевски-прусским революционером».